# Ligné (Loara Atlantycka)
Ligné – miejscowość i gmina we Francji, w regionie Kraj Loary, w departamencie Loara Atlantycka.
Według danych na rok 2010 gminę zamieszkiwały 4592 osoby, a gęstość zaludnienia wynosiła 100 osób/km².